# Ferrette
Ferrette [fɛʁɛt] (deutsch Pfirt) ist eine französische Kleinstadt mit 848 Einwohnern (Stand 1. Januar 2022) im Département Haut-Rhin in der Region Grand Est (bis 2015 Elsass). Sie gehört zum Kanton Altkirch im Arrondissement Altkirch und zum Gemeindeverband Sundgau.

## Lage
Die Kleinstadt Ferrette liegt im südlichen Zentrum des Sundgaues, 15 Kilometer von der Grenze zur Schweiz entfernt. Am Fuß des 635 m hohen Rossberges und somit am nördlichsten Ende des Jura gelegen, gehört das Stadtgebiet zum Einzugsgebiet der Ill. Umgeben wird Ferrette von den Nachbargemeinden Waldighofen (Berührungspunkt) und Roppentzwiller im Norden, Durmenach im Nordosten, Bouxwiller im Osten, Sondersdorf im Südosten, Ligsdorf im Süden, Bendorf im Südwesten, Kœstlach im Westen sowie Riespach im Nordwesten.
Südlich der Ortsmitte liegt der Weiler Bergmatten.

## Geologie
Pfirt liegt in einer Halbklus des nördlichsten Faltenjuras, dessen Oberjurakalkschichten (Malm, Séquan) unmittelbar nördlich des Ortes unter die lössbedeckten Tertiärschollen des Oberrheingrabens abtauchen. Die Anhöhen westlich (Rossberg) und östlich (Schlossberg, Junkernwald) des Ortes entsprechen einem Faltensattel, die Muldenzone unmittelbar südlich davon einer Synklinale.

## Geschichte
Der Ortsname, der in den Urkunden in unterschiedlichen Abwandlungen erscheint (u. a. als Firetta, Phirrith, Pfirreto, Pfürdt) wurde vom lateinischen piretum, Birnbaumpflanzung, hergeleitet. Zwei weitere Deutungen wurden in Betracht gezogen: von firmitas = befestigter Ort, oder als feritus = Einkerbung – hier in der Jurakette. (Weitere Ausführungen dazu bei Vieux-Ferette)
Die älteste Urkunde, in der Pfirt als Stadt erwähnt wird, stammt von 1271. Da der Ort bereits 1223 mit Mauern umgeben war, muss er aber schon früher städtischen Charakter gehabt haben. Seine auffallend kleine Gemarkung wurde offensichtlich aus den älteren Gemarkungen der umliegenden Dörfer herausgeschnitten. Seine Entstehung und frühe Entwicklung verdankt der Ort dem Grafengeschlecht, das hier die 1105 erstmals erwähnte Burg bewohnte und sich ab 1125 Grafen von Pfirt nannte. Nach dem Tod des Grafen Ulrich III., der keine männlichen Nachkommen hatte, kam die Grafschaft Pfirt durch die Heirat der Erbtochter Johanna von Pfirt mit Herzog Albrecht II. dem Weisen von Österreich 1324 an die Habsburger.
Trotz der dem Städtchen von den Habsburgern verliehenen Privilegien, z. B. der Verleihung von Marktrechten und dem Bau eines Salzkastens mit einem entsprechenden Salzmonopol, blieb Pfirt ein bescheidenes Landstädtchen. 1592 bestand es lediglich aus 34 Häusern. 1510 bis 1564 war die das Städtchen dominierende Burg an die Augsburger Fugger verpfändet.
1375 wurde Pfirt von den "Wilden Engländern" (im Hundertjährigen Krieg zeitweise unbeschäftigten, von Enguerrand VII. angeführten Söldnern) belagert. 1445 zerstörten die Basler beim erfolglosen Versuch, die Burg zu erstürmen, die Stadt. Im Dreißigjährigen Krieg besetzten die Schweden 1632 Stadt und Schloss Pfirt. Die Sundgauer Bauern setzten sich zur Wehr und machten die schwedische Besatzung nieder. Als die Schweden Pfirt wieder einnahmen, zerstörten sie nicht nur die obere Burg, sondern wüteten auch in der Stadt. 1635 besetzten die Franzosen die untere Burg.
Pfirt ging 1648 im Westfälischen Frieden mit dem gesamten habsburgischen Besitz im Elsass an die französische Krone. Ludwig XIV vermachte 1659 seinem regierenden Minister Kardinal Mazarin u. a. die ehemalige Grafschaft Pfirt. Diese Comté de Ferette, in der Pfirt Verwaltungssitz blieb, existierte bis zur Revolution 1789. (Siehe auch unten unter Varia!) Seit 1790 ist Pfirt Kantonshauptort im neu geschaffenen Département Haut-Rhin. Von 1871 bis zum Ende des Ersten Weltkriegs gehörte Pfirt als Teil des Reichslandes Elsaß-Lothringen zum Deutschen Reich und war dem Kreis Altkirch im Bezirk Oberelsaß zugeordnet.

## Bevölkerungsentwicklung
| Jahr                       | 1910 | 1962 | 1968 | 1975 | 1982 | 1990 | 1999 | 2009 | 2021 |
| -------------------------- | ---- | ---- | ---- | ---- | ---- | ---- | ---- | ---- | ---- |
| Einwohner                  | 508  | 708  | 798  | 783  | 727  | 863  | 1020 | 873  | 827  |
| Quellen: Cassini und INSEE |      |      |      |      |      |      |      |      |      |

## Bauwerke

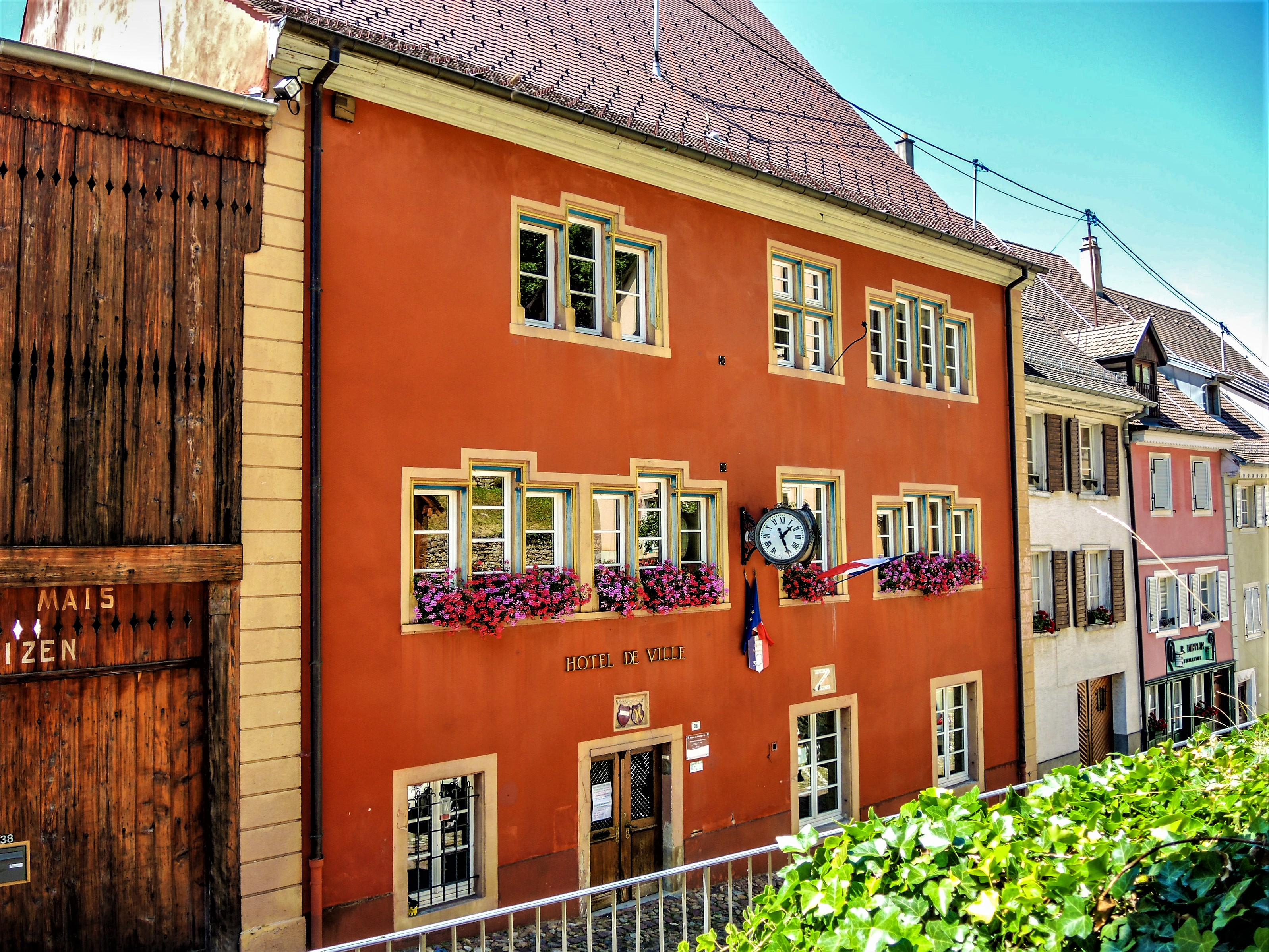
Rathaus (Hôtel de ville)

Schloss Hohenpfirt: Die Oberburg urkundlich erstmals um 1105 erwähnt. Die untere Burg wohl erst im 14. Jahrhundert entstanden und im 16. Jahrhundert durch die Fugger neu befestigt. Die Oberburg wurde Stammsitz der Grafen von Pfirt und ging 1324 an Habsburg. Die ganze Schlossanlage wurde mehrfach verpfändet, u. a. im 16. Jahrhundert an die Augsburger Fugger, und kam im Westfälischen Frieden 1648 an die französische Krone. Die Oberburg wurde im Dreißigjährigen Krieg von den Schweden zerstört und dann aufgegeben. Von 1324 bis zur Revolution 1789 war die Burg nur noch Verwaltungssitz. Die untere Burg wurde in der französischen Revolution 1789 zerstört. An die äußere Toranlage schloss einst die Stadtbefestigung an. Erhalten sind neben einigen Rundtürmen, Courtinen und Umfassungsmauern von Wohn- und Wirtschaftsräumen die Ruine der Schlosskapelle und der Schlossbrunnen.
Die Pfarrkirche Saint-Bernard de Menthon: Der Chor und der sich über dem Vorchor erhebende Turm sind noch mittelalterlich, der Chor um 1300, der Turm mit den neugotischen Fenstern wohl 12. Jahrhundert. Das Schiff ist ein ansprechender neugotischer Bau von 1914. Oberhalb der Kirche befindet sich eine Lourdes-Grotte mit einer Herz-Jesu-Christi-Statue sowie Statuen der heiligen Bernadette, der Jungfrau Maria und Christus am Kreuz.
Das Rathaus an der Rue du Château aus der Übergangszeit zwischen Gotik und Renaissance. Die Fenstergruppen noch mit den spätgotisch gekehlten Laibungen und Pfosten. Über dem nicht originalen Eingang befinden sich das Wappen der Grafen von Pfirt (zwei Barben) und der Habsburger Bindenschild.
Die traufständigen Häuser an der Rue du Château im Kern meist noch 16./17. Jahrhundert. Fenster (ursprünglich wie die am Rathaus) und Türen in den folgenden Jahrhunderten verändert. Ausnahme die mit einem geschwungenen Kielbogen versehene Türe am Haus Nr. 32 von 1631. Das Haus Nr. 28 mit originellem Schnitzwerk am Fachwerk (datiert 1669) des obersten Geschosses. Die ursprünglich spätgotische Türe (Hohlkehlen in den Laibungen!) später mit einem datierten Schlussstein (1819) versehen.
Das frühere Amtsgericht (Ancien Tribunal) ist ein auf Repräsentation bedachter neubarocker Bau aus der Reichslandzeit (etwa 1910). 
Die Halle au Blé (Kornspeicher) ist ein schlichter Barockbau mit markanten Eckquadern und Halbwalmdächern an den Giebelseiten.
Das Pfarrhaus an der Rue Zuber ist ein einfacher Walmdachbau der Barockzeit (1. Hälfte 18. Jahrhundert) mit Stichbogenfenstern.
Die im Sundgau verbreitete Fachwerkbauweise spielt im Jurabergland, auch in Ferrette, nur eine untergeordnete Rolle.

Kirche Saint-Bernard de Menthon
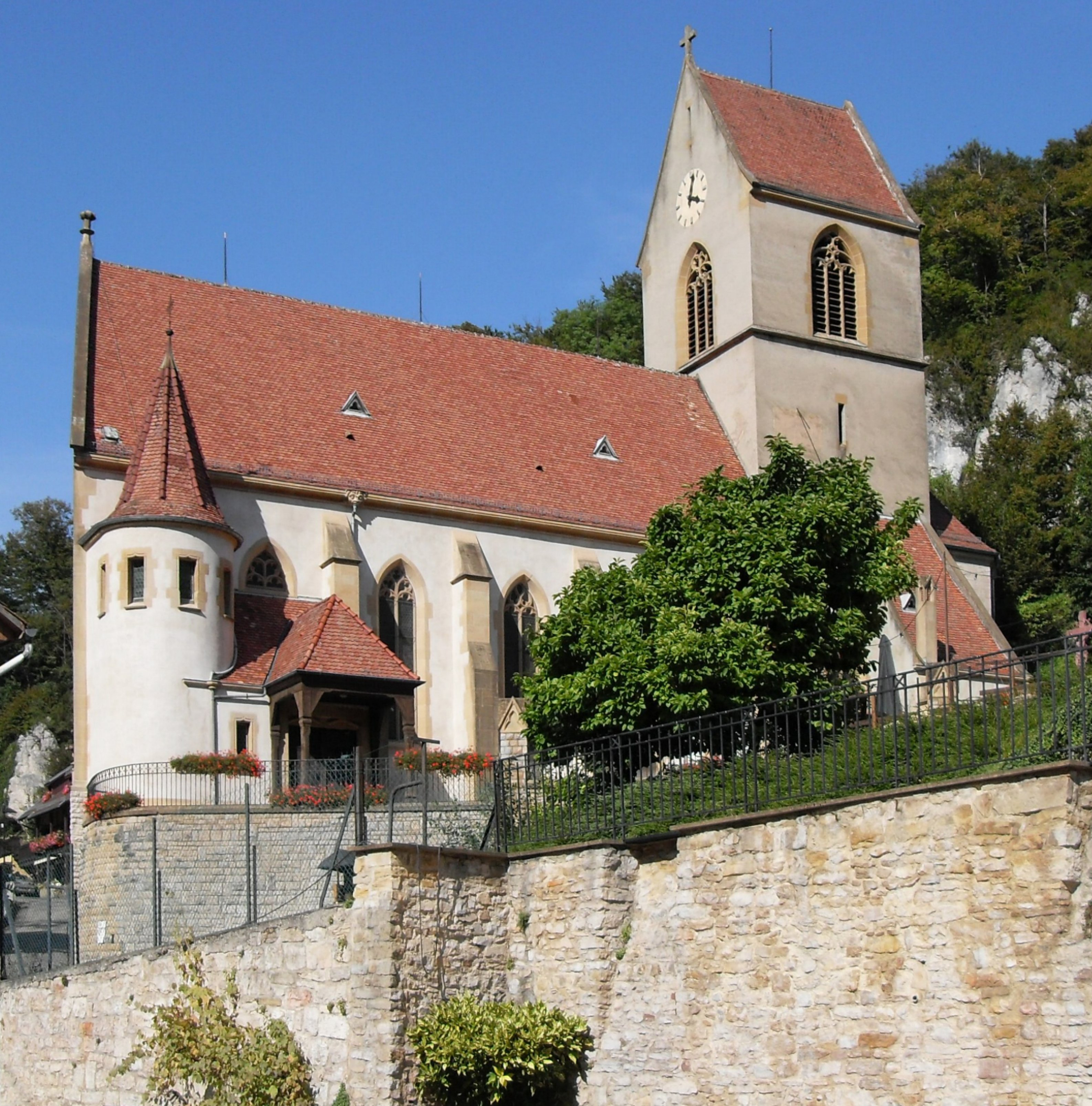
Südseite
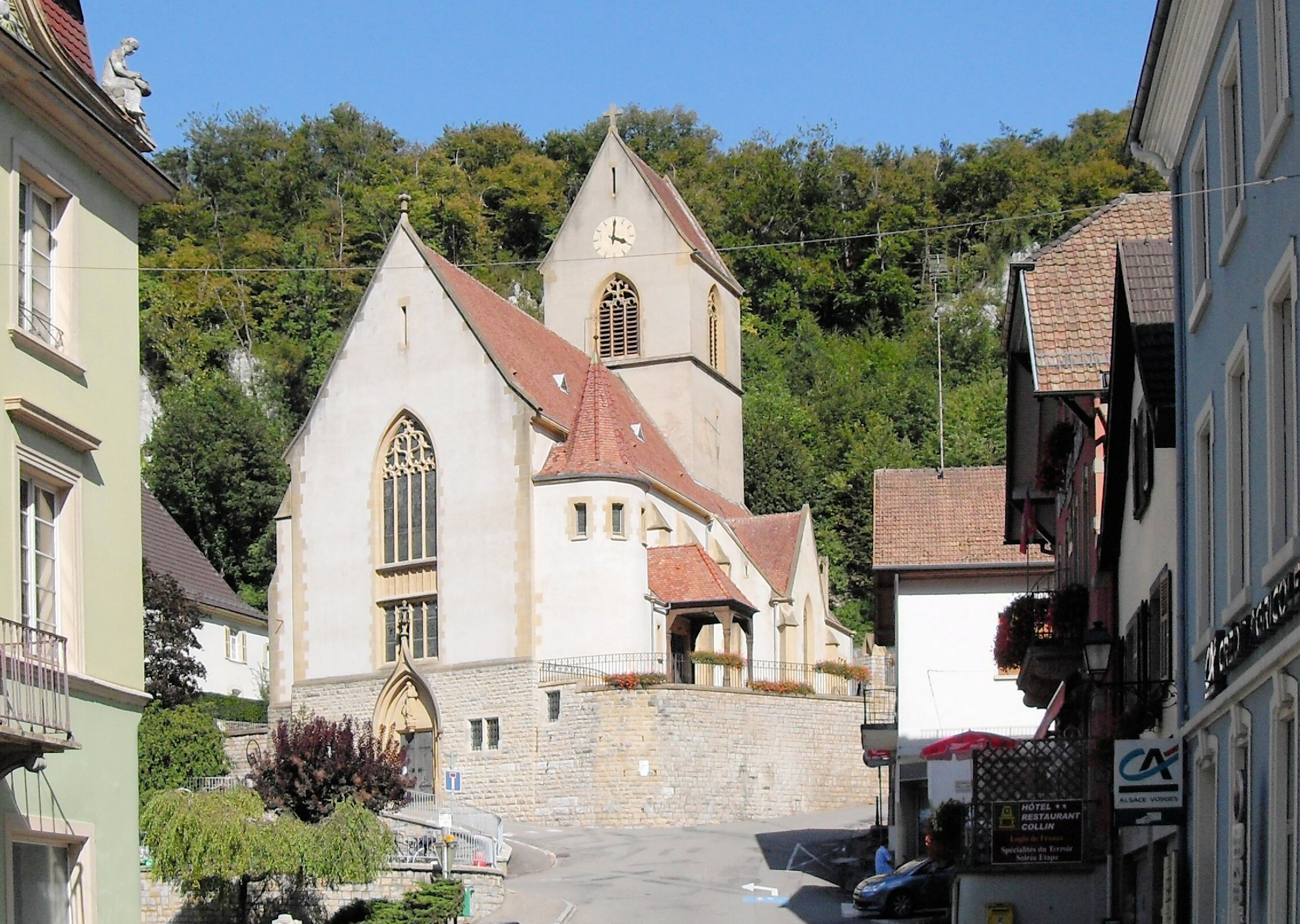
Westseite

## Varia
Über ein Vermächtnis des Kardinals Mazarin und Erbschaften ging die Comté de Ferette an die Grimaldis, so dass der Fürst von Monaco noch heute den Titel Comte (Graf) de Ferette trägt. Im Jahr 2006 war Albert II. von Monaco zu Gast. Unter den regelmäßigen Gästen war auch Otto von Habsburg.

## Persönlichkeiten
- Ernst Weitz (1883–1954), deutscher Chemiker